# Tolypammina
Tolypammina es un género de foraminífero bentónico de la subfamilia Tolypammininae, de la familia Ammodiscidae, de la superfamilia Ammodiscoidea, del suborden Ammodiscina y del orden Astrorhizida. Su especie-tipo es Hyperammina vagans. Su rango cronoestratigráfico abarca desde el Frasniense (Devónico superior) hasta el Virgiliense (Carbonífero superior).

## Discusión
Clasificaciones previas incluían Tolypammina en el suborden Textulariina del orden Textulariida.

## Clasificación
Se han descrito numerosas especies de Tolypammina. Entre las especies más interesantes o más conocidas destacan:
- Tolypammina milanis †
- Tolypammina vagans †

Un listado completo de las especies descritas en el género Tolypammina puede verse en el siguiente anexo.
En Tolypammina se ha considerado el siguiente subgénero:
- Tolypaminina (Tolypamminoides), también considerado como género Tolypamminoides y aceptado como Serpenulina